# Paretroplus gymnopreopercularis
Paretroplus gymnopreopercularis är en fiskart som beskrevs av Sparks 2008. Paretroplus gymnopreopercularis ingår i släktet Paretroplus och familjen Cichlidae. Inga underarter finns listade i Catalogue of Life.